# Allangrange Mains
Allangrange Mains is een dorp 1,5 kilometer ten noorden van Beauly Firth in Ross and Cromarty in de Schotse Hooglanden in de buurt van Munlochy.